# グレイバック (SSG-574)
|           |                                                          |
| 艦歴      |                                                          |
| 発注:     | 1951年3月10日                                            |
| 起工:     | 1954年7月1日                                             |
| 進水:     | 1957年7月2日                                             |
| 就役:     | 1958年3月7日                                             |
| 退役:     | 1984年6月16日                                            |
| その後:   | 1986年4月13日に標的艦として海没処分                      |
| 除籍:     | 1984年1月16日                                            |
| 性能諸元  |                                                          |
| 排水量:   | 基準 1,740トン、満載 2,768トン                           |
| 全長:     |                                                          |
| 全幅:     | 27 ft 2 in (8.3 m)                                       |
| 吃水:     | 19 ft (5.8 m)                                            |
| 機関:     |                                                          |
| 最大速:   | 14ノット (26 km/h)                                       |
| 乗員:     | 士官、兵員87名                                           |
| 兵装:     | 21インチ魚雷発射管8門、レギュラス・ミサイルランチャー1基 |
| モットー: | De Profundis Futurus                                     |

グレイバック (USS Grayback, SS/SSG/APSS/LPSS-574) は、アメリカ海軍の潜水艦。グレイバック級潜水艦の1番艦。艦名はエールワイフの通称に因んで命名された。その名を持つ艦としてはタンバー級潜水艦9番艦(SS-208)以来2隻目。

## 艦歴
グレイバックは1954年7月1日にカリフォルニア州ヴァレーホのメア・アイランド海軍造船所で起工した。1957年7月2日にジョン・A・ムーア夫人（グレイバック (USS Grayback, SS-208) 艦長の未亡人）によって命名、進水し、1958年3月7日に艦長ヒュー・G・ノット少佐の指揮下就役する。グレイバックは当初攻撃型潜水艦として指定されたが、1958年に SSG-574 （ミサイル潜水艦）に艦種変更された。
アメリカ海軍初のレギュラス巡航ミサイル搭載用に設計されたミサイル潜水艦として、グレイバックは西海岸沿いに試験および整調を行った。1958年9月にカリフォルニア州ポートワイニーミ沖合において初の潜水艦によるレギュラス発射に成功し、艦艇からの地上基地に対する攻撃力の革命的な発展の転換点となった。10月30日にカリフォルニア州サンディエゴを出航したグレイバックは11月8日に真珠湾に到着し、1ヶ月間の訓練および艦隊演習の後メア・アイランドに帰還、「10,000マイルの点検」が行われた。
レギュラスIIミサイルの開発支援も行っていたが、1959年2月9日、グレイバックはメア・アイランドを出航し母港の真珠湾に向かう。ポートワイニーミ、ロングビーチ、メキシコのマサトランを経由してハワイには3月7日に到着した。ハワイでの一連の演習の後、グレイバックはアラスカ州のダッチハーバー、ウンマク島、セクアム島、コディアックを訪問し、7月3日から31日までミサイル演習を行った。その後第1の戦略抑止哨戒が9月21日から行われ、11月12日に横須賀で完了した。その後12月8日に真珠湾に帰還する。
1960年2月22日、グレイバックはミサイル発射システムの改良と電気回路の改修を行う。その後再び抑止哨戒を行い、続く2年以上に渡って7度の任務を完了し、合計18ヶ月間を海上で過ごす。そのほとんどの活動は海中で行われた。横須賀に加えてアラスカ州エイダック、真珠湾がこれらの哨戒の終了地として加えられた。グレイバックは9度の哨戒で20ヶ月以上を海で過ごし、130,000カイリ (209,000 km) 以上の巡航を行った。
1963年8月27日、充電中のグレイバックは強い波の直撃を受ける。波によって主電源のブレーカーがショートし、停泊用コンパートメントで火災が生じた。一人の水兵がコンパートメントからの脱出に失敗し煙と有毒ガスによって負傷した。主推進力は短時間失われたもののすぐに回復した。グレイバックは自力で真珠湾に帰還し、修理には2週間を要した。
ポラリスミサイル搭載潜水艦が多数運用される様になると、グレイバックと姉妹艦のグロウラーの任務は縮小されていった。レギュラスミサイル運用計画は1964年に終了し、グレイバックは任務から外されることとなった。グレイバックは1964年5月25日にメア・アイランドで海軍造船所で退役した。
2度目の改修が1967年11月にメア・アイランド海軍造船所で始まった。改修には当初1,520万ドルかかるものと見積もられたが、結局3,000万ドル以上が費やされた。グレイバックは1968年8月30日に LPSS-574 （揚陸輸送潜水艦）に艦種変更された。改修によってグレイバックはセイルが10フィート高くなり、機関室前方に2個の補助タンクが増設されたことで船体長も12フィート延長された。そして、改修によって最も大きく変化した点はミサイル室が67名のSEALsおよびSDV (Swimmer Delivery Vehicles) を運搬できる様になった点であり、これには右舷格納庫の減圧室増設も含まれた。
グレイバックは1984年1月15日にフィリピンのスービック海軍基地において2度目の退役をした。その後、1986年4月13日に南シナ海で標的艦として海没処分された。